# Svadharma
Svadharma is de persoonlijke dharma, de plichten die volgen uit de geboorte in een specifieke varna en geslacht en de levensfase waarin iemand verkeert (ashrama). Daarmee volgt de svadharma uit de karma, aangezien deze bepaalt hoe iemand wordt wedergeboren in de cyclus van samsara. De svadharma staat boven de persoonlijke voorkeuren en ambities bij het bepalen van de sociale rol en komt overeen met de varnadharma van de betreffende varna.
Het is een centraal thema in de Bhagavad-Gita waar Arjoena aanvankelijk weigert zijn svadharma als kshatriya uit te voeren. 